# Erich Wattrang
Erich Wattrang, född 4 september 1669 i Torsåkers församling, död 27 juni 1717 i Härnösand, var en svensk domkyrkoorganist i Härnösand 1695-1717.

## Biografi
Ericus Johannis Wattrang var son till kyrkoherden i Torsåkers församling Johannes Erici Wattrangius och Catharina Blanchovia. Han studerade vid Härnösands gymnasium och blev inskriven vid Uppsala universitet 1687. Han efterträdde 1695 Gulich Zellinger som domkyrkoorganist i Härnösand och kvarstod till sin död 1717. Han avlönades till häften av församlingen och till hälften av staden, där han hade privilegium på gästabudsmusik. Samtidigt var han verksam som instrumentalmusiklärare vid Härnösands gymnasium och blev rector cantus 1708. Dessutom blev han 1698 syssloman vid hospitalet. Han var rådman 1702-1708.
1710 lades gymnasiehuset och hela staden i aska.